# Aphilopota semiusta
Aphilopota semiusta är en fjärilsart som beskrevs av William Lucas Distant 1898. Aphilopota semiusta ingår i släktet Aphilopota och familjen mätare. Inga underarter finns listade i Catalogue of Life.